# Spelobia cambrica
Spelobia cambrica är en tvåvingeart som först beskrevs av Richards 1929.  Spelobia cambrica ingår i släktet Spelobia, och familjen hoppflugor. Arten är reproducerande i Sverige.